# Вероятностный латентно-семантический анализ
Вероятностный латентно-семантический анализ (ВЛСА), также известный как вероятностное латентно-семантическое индексирование (ВЛСИ, особенно в области информационного поиска) — это статистический метод анализа корреляции двух типов данных. Данный метод является дальнейшим развитием латентно-семантического анализа. ВЛСА применяется в таких областях как информационный поиск, обработка естественного языка, машинное обучение и смежных областях.
Данный метод был впервые опубликован в 1999 году Томасом Хофманом (Thomas Hofmann).
По сравнению с обычным латентно-семантическим анализом, который основан на линейной алгебре и является способом снижения размерности матрицы (как правило, с помощью разложения диагональной матрицы по сингулярным значениям), вероятностный латентно-семантический анализ основан на смешанном разложении, в свою очередь берущим своё начало из модели скрытых классов. Данный подход более принципиален, поскольку имеет прочную основу в области статистики.

## Варианты pLSA
- Иерархические расширения:
  - Асимметричное: MASHA («Multinomial ASymmetric Hierarchical Analysis», «полиномиальный асимметричный иерархический анализ»)[2]
  - Симметричное: HPLSA («Hierarchical Probabilistic Latent Semantic Analysis», «Иерархический вероятностный латентно-семантический анализ»),[3]

- Генеративные модели: разработаны для решения часто критикуемых недостатков pLSA, а именно — того, что он является неправильной порождающей моделью для новых документов.
  - Скрытое распределение Дирихле — добавляет распределение Дирихле в качестве априорного распределения тематик по документам

- Данные высшего порядка: Хотя это редко обсуждается в научной литературе, pLSA, естественно, примени́м и для данных более высокого порядка (трёхуровневых и выше), то есть он может моделировать совместное поведение трёх и более переменных. В симметричной формулировке, данной выше, это делается простым добавлением условного распределения вероятностей для этих дополнительных переменных. Это вероятностный аналог неотрицательной тензорной факторизации.